# Lumley Castle
Lumley Castle er en middelalderborg fra 1300-tallet, der ligger ved Chester-le-Street i North England ved byen Durham. Slottets ejer er jarlen af Scarbrough. Det er en listed building af første grad. Den drives som hotel.